# Kupol Lejtenanta Smidta
Kupol Lejtenanta Smidta är en bergstopp i Antarktis. Den ligger i Östantarktis. Norge gör anspråk på området. Toppen på Kupol Lejtenanta Smidta är 75 meter över havet.
Terrängen runt Kupol Lejtenanta Smidta är mycket platt. Trakten är obefolkad. Det finns inga samhällen i närheten.